# Dachverband
Ein Dachverband ist eine  Organisation, die aus mehreren thematisch-fachlich oder regional zusammengehörigen Unterorganisationen besteht. Zusammenschlüsse dieser Art sind davon geprägt, dass die Mitglieder in der Regel keine natürlichen, sondern juristische Personen sind.
Dabei beschränken sich die Dachverbände in ihrer Außenwirkung meist darauf, allgemeine Interessen der Mitglieder summarisch in der Öffentlichkeit zu vertreten, was der Verfolgung gemeinsamer Ziele dienen soll. Solche Anliegen können z. B. internationale oder interdisziplinäre Kooperationen mit anderen Organisationen, bessere Ausbildung der Mitglieder oder das Abhalten von Tagungen sein. Ein Beispiel dafür, dass solche Dachverbände auch eine international normative Kraft darstellen, ist die geowissenschaftliche Union.
Nach innen besteht ihre Aufgabe normalerweise in der Bündelung, der Auswahl und der Publikation der Interessen sowie in der fachlichen oder regionalen Integration. Die spezifischen Interessen der Unterorganisationen sind möglichst gut zu harmonisieren, um ein geschlossenes Bild und damit verstärkte Wirkung in der Öffentlichkeit zu erzielen.
Die zweite wichtige Aufgabe ist die Dienstleistungsfunktion gegenüber den Mitgliedern.
Manche Dachverbände haben sich mit anderen Dachverbänden zu Spitzenverbänden zusammengeschlossen oder haben über die allgemeinen Aufgaben hinaus die Funktion eines solchen.